# Deutsche Kriegsgräberstätte Motta Sant’Anastasia
Die Deutsche Kriegsgräberstätte Motta Sant’Anastasia (italienisch Cimitero militare germanico di Motta Sant’Anastasia) befindet sich in Motta Sant’Anastasia in der Metropolitanstadt Catania. Der Friedhof liegt am Fuße des Ätna, am Rande der Verbindungsstraße Strada provinciale SP13 von Motta Sant’Anastasia nach Misterbianco. Von den 4.561 Toten sind 451 unbekannt geblieben.

## Kriegsgeschehen
Die bestatteten Soldaten waren Verwundete aus Nordafrika, die in Lazaretten auf Sizilien starben sowie Gefallene, die bei und nach den Kampfhandlungen während der Landung der Alliierten vom Juli 1943 auf Sizilien starben. Im Museo Storico dello Sbarco in Sicilia in Catania werden die Kriegsereignisse der Landung der Alliierten auf Sizilien vom 10. Juli bis 17. August 1943 dargestellt.

## Entstehung des Friedhofs
Im Jahr 1954 wurde eine Vereinbarung zwischen der deutschen und der italienischen Regierung abgeschlossen, alle während des Zweiten Weltkrieges auf Sizilien gefallenen Deutschen in einen Sammelfriedhof umzubetten. Der von dem Göttinger Architekten Diez Brandi entworfene Friedhof wurde am 25. September 1965 eingeweiht. Nach grundlegender Restaurierung von Ende 2009 bis Anfang 2011 durch Arbeiten an den Fundamenten, Decken, Stahlbetonkonstruktionen, Stützen und Ringbalken wurde er am 29. April 2011 erneut eingeweiht.

## Gestaltung des Friedhofs
In einem Gebäude neben dem Parkplatz befinden sich die Verwaltungsräume und eine Empfangshalle für die Besucher. Dort sind ein Namensverzeichnis der Gefallenen sowie Informationsblätter ausgelegt.
Die Kriegsgräberstätte hatte ursprünglich eine rechtwinklige Struktur und maß 43 × 32 Meter. Diese Struktur änderte sich schnell und nahm im Laufe der Jahre etwa eine halb-rechtwinklige Form an. Die Gruft befindet sich im Untergeschoss. Sie ist zugemauert und nicht zugänglich. Hier sind die deutschen Gefallenen des Zweiten Weltkriegs in Sarkophagen beigesetzt. Die Umbettungen wurden durch den Volksbund Deutsche Kriegsgräberfürsorge ausgeführt, der die Kriegsgräberstätte auch pflegt.
Der Eingang besteht aus einem Vorhof, der mit Travertin gepflastert ist. Hier steht eine Stele mit der Inschrift:

„IN DIESER KRIEGSGRÄBERSTÄTTE RUHEN 4561 DEUTSCHE GEFALLENE

VON IHNEN BLIEBEN 451 UNBEKANNT

1939 – 1945

IN QUESTO MAUSOLEO RIPOSANO 4561 CADUTI GERMANICI
451 SONO RIMASTI SCONOSCIUTI“

Eine Treppe führt zum höher gelegenen Kameradengrab in einem vorgelegenen Hof. In der Mitte befindet sich eine Gedenktafel mit den Namen von 28 bekannten und drei unbekannten Soldaten, die hier begraben sind. Auf weiteren acht Steinplatten sind die Namen von 128 deutschen Soldaten geschrieben, die während ihres Einsatzes auf Sizilien in den Jahren 1941 bis 1943 gefallen sind. Im Zentrum dieses Hofes liegt auf einem Sockel eine Statue in Bronze, die einen sterbenden Jüngling darstellt.
Von diesem Hof aus sind weitere vier in sich geschlossene Höfe erreichbar. Die Mauern der Höfe sind in römischem Ziegelmauerwerk ausgeführt. Auf Natursteinplatten wurden die Namen der Gefallenen festgehalten, die im Untergeschoss beigesetzt wurden.
Eine Natursteinmauer in drei terrassenförmigen Stufen wurde 2018 mit Hilfe von Soldaten der Bundeswehr errichtet, um ein Abgleiten des Steilhangs des Friedhofs zu verhindern.

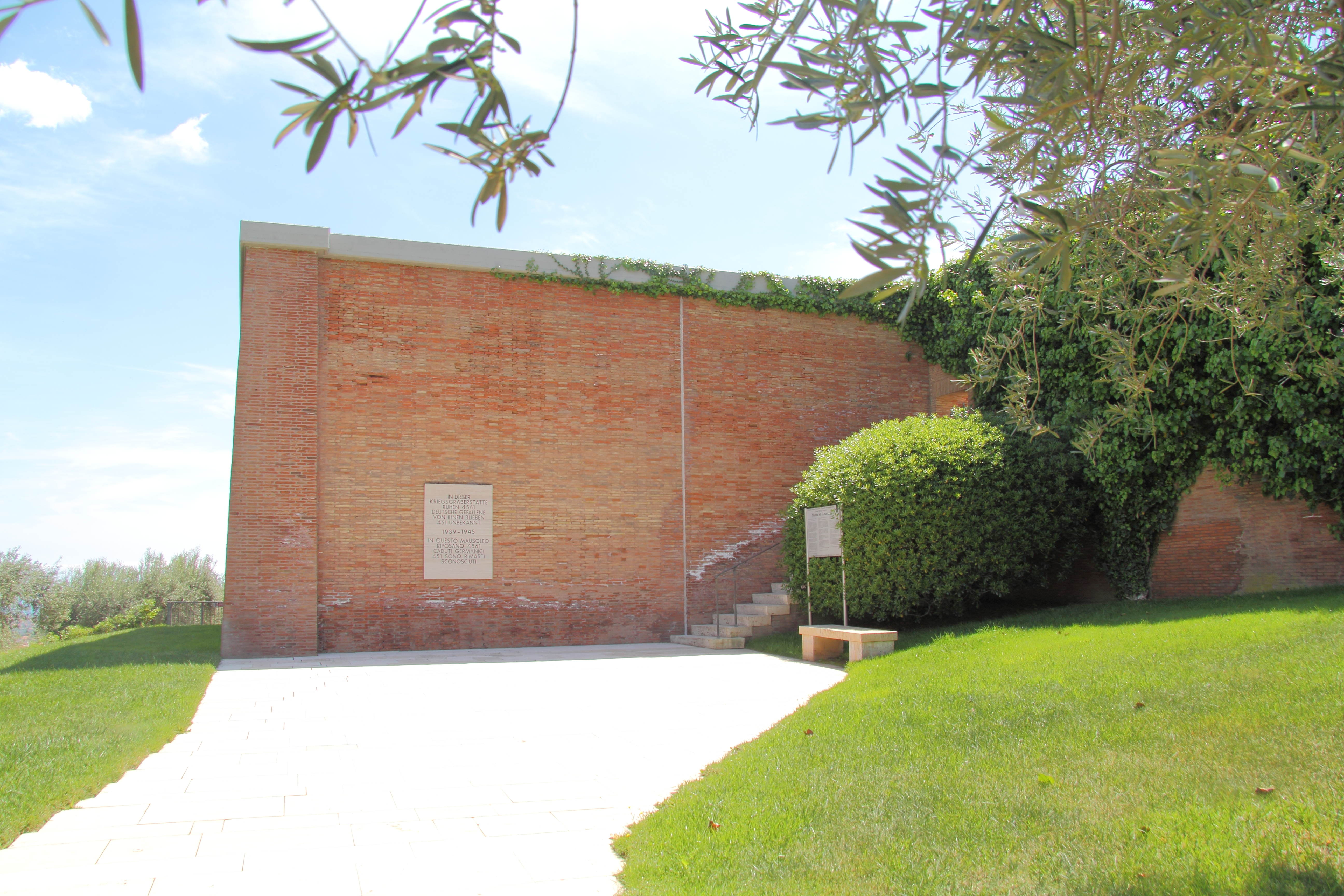
Die deutsche Kriegsgräberstätte Motta Sant’Anastasia
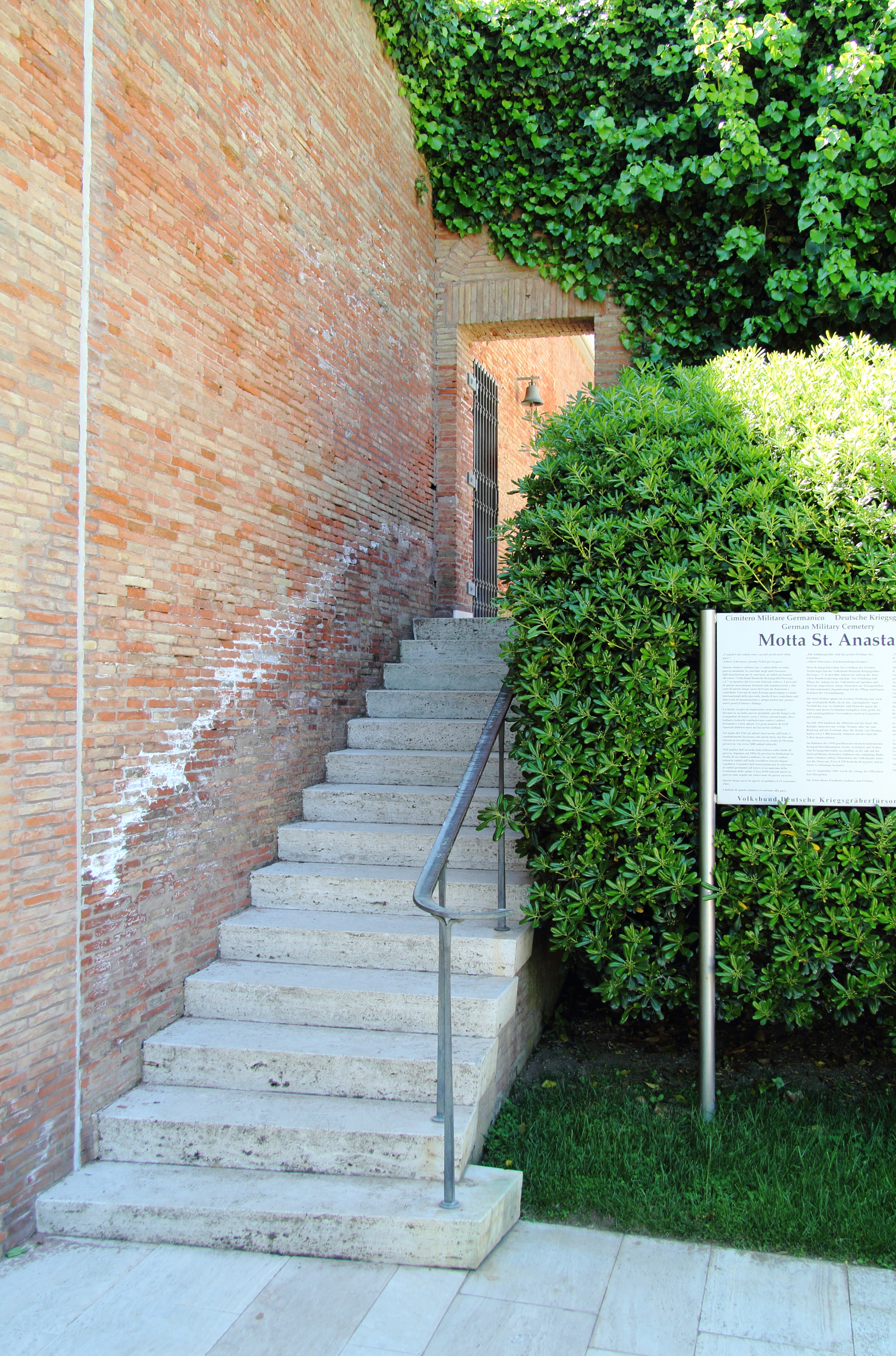
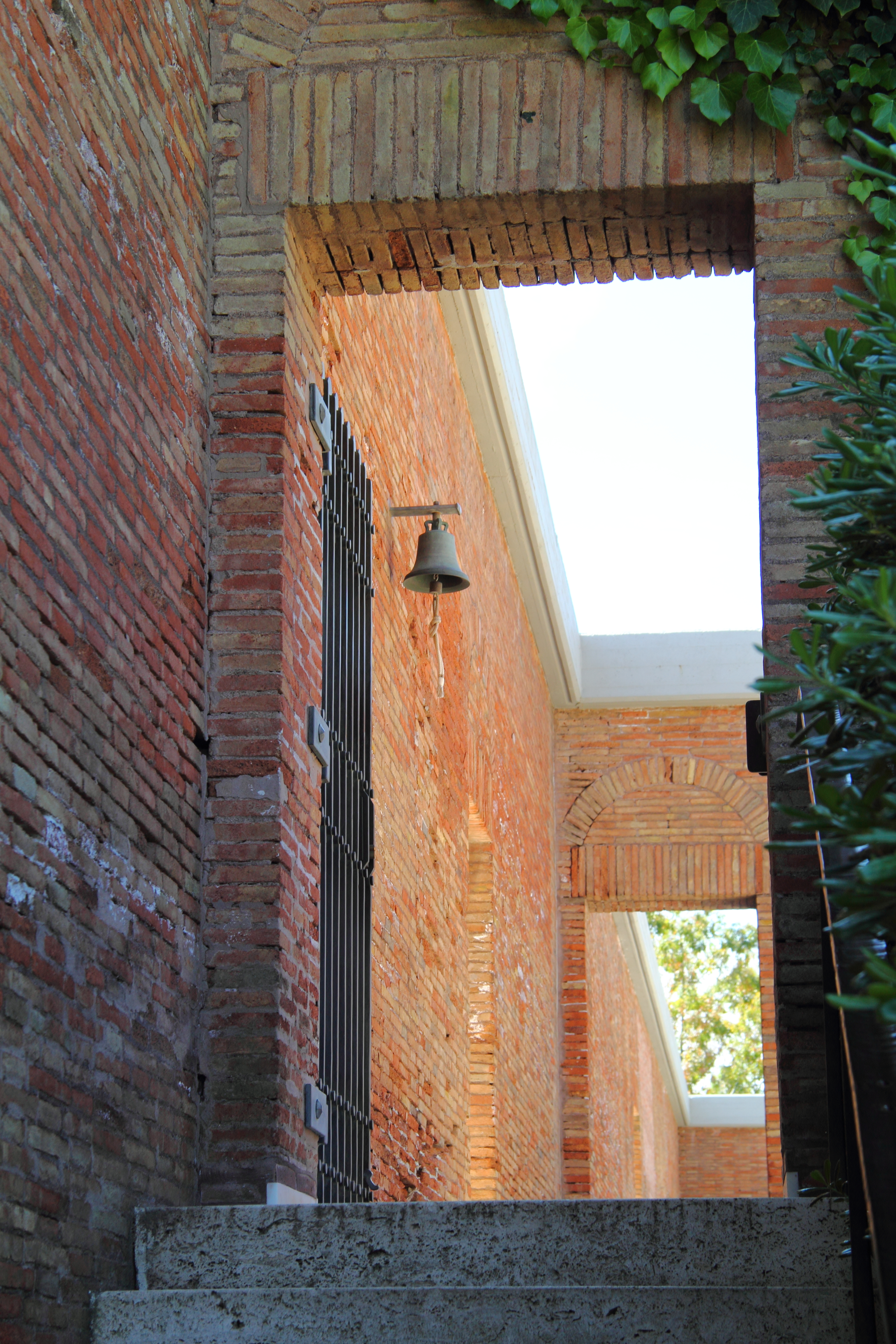
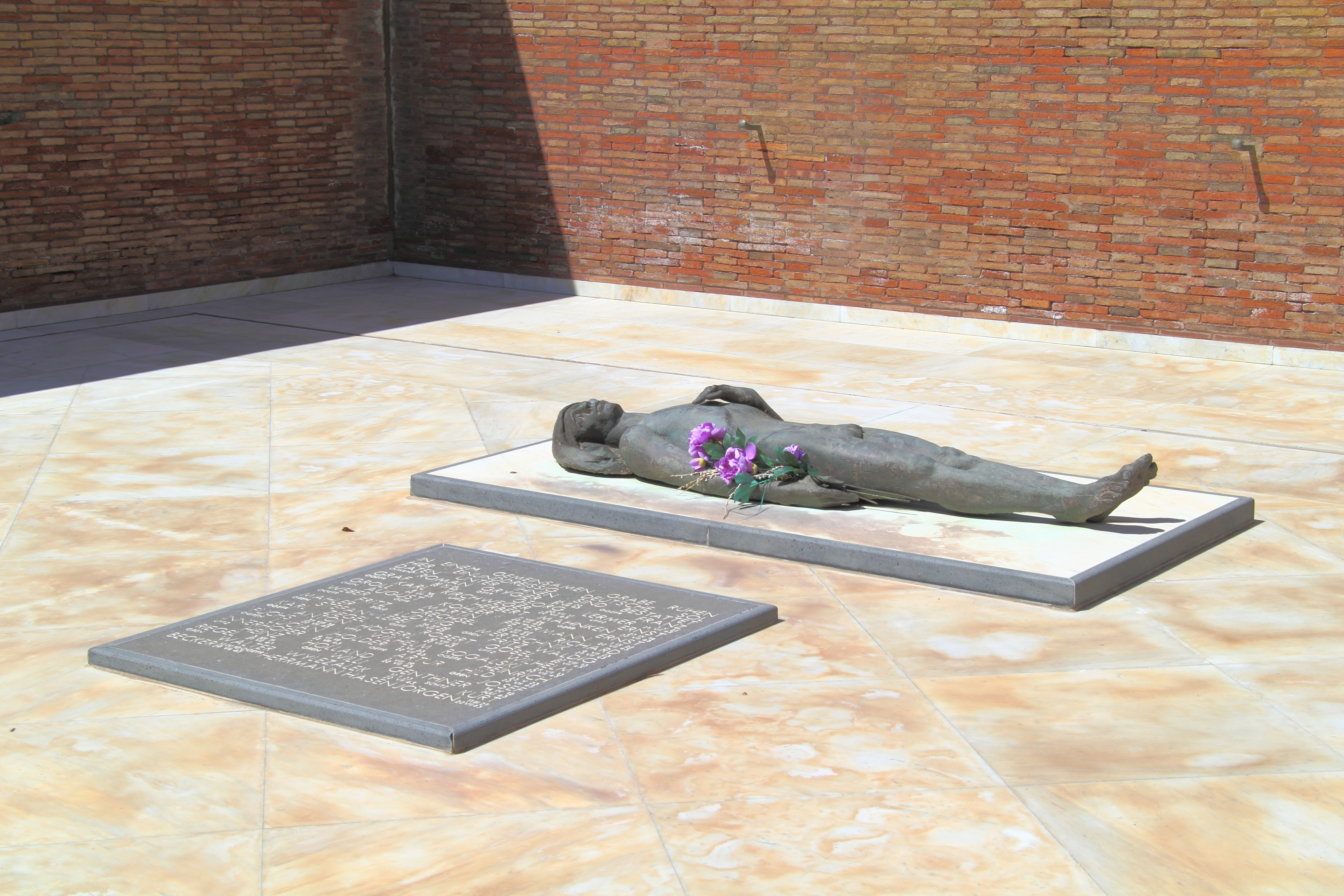
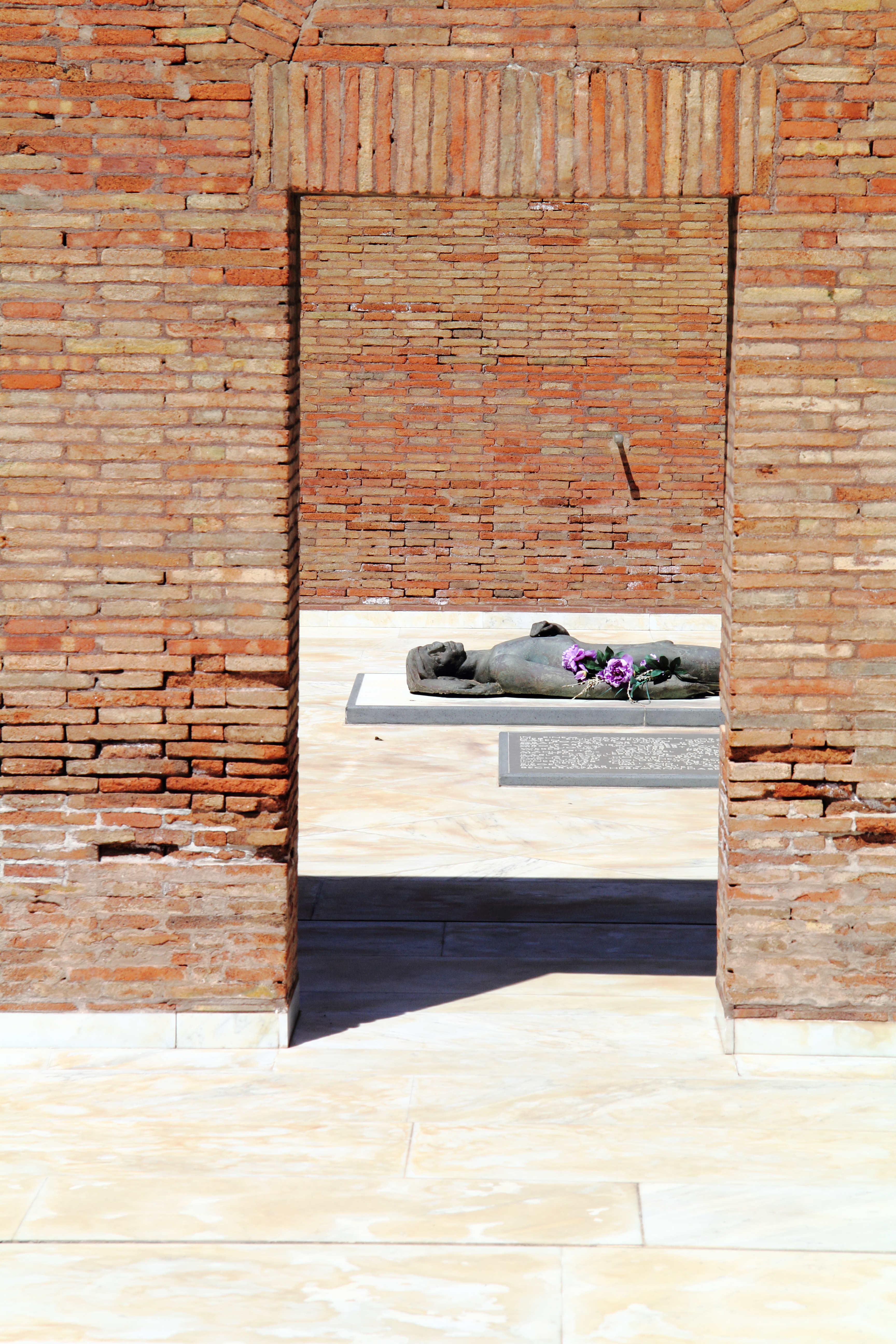
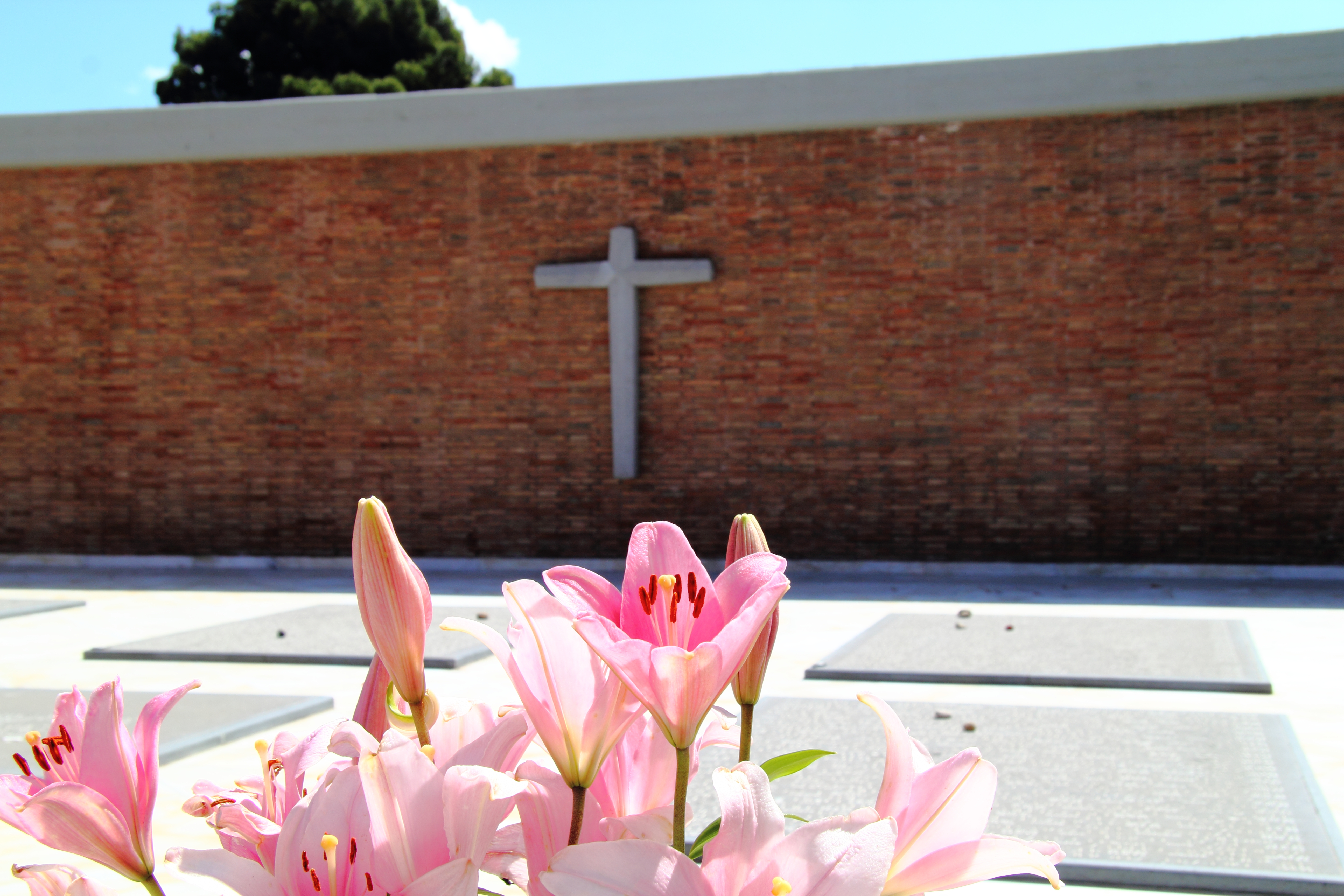

## Die Toten
In den vier abgehenden Höfen sind die Gefallenen, nach Provinzen geordnet, beigesetzt. Die Namen der bekannten Kriegstoten sind auf insgesamt 52 Namensplatten aus Naturstein in den fünf Höfen dokumentiert:
- Hof Palermo: Dort sind die in der Provinz Palermo, Provinz Trapani und Provinz Agrigent Gefallenen beigesetzt.
- Hof Caltanissetta: Dort sind die in der Provinz Caltanissetta, Provinz Ragusa, Provinz Catania und Provinz Syrakus Gefallenen beigesetzt.
- Hof Messina: Dort sind die in der Provinz Messina und Provinz Enna Gefallenen beigesetzt. Besonders erwähnt ist hier die Gemeinde Caronia, von deren örtlichem Friedhof 700 deutsche Soldaten umgebettet wurden.
- Hof Catania: Dort sind 1.514 auf Sizilien Gefallene beigesetzt, die vom Gemeindefriedhof der Stadt Catania umgebettet wurden.

## Bekannte Tote

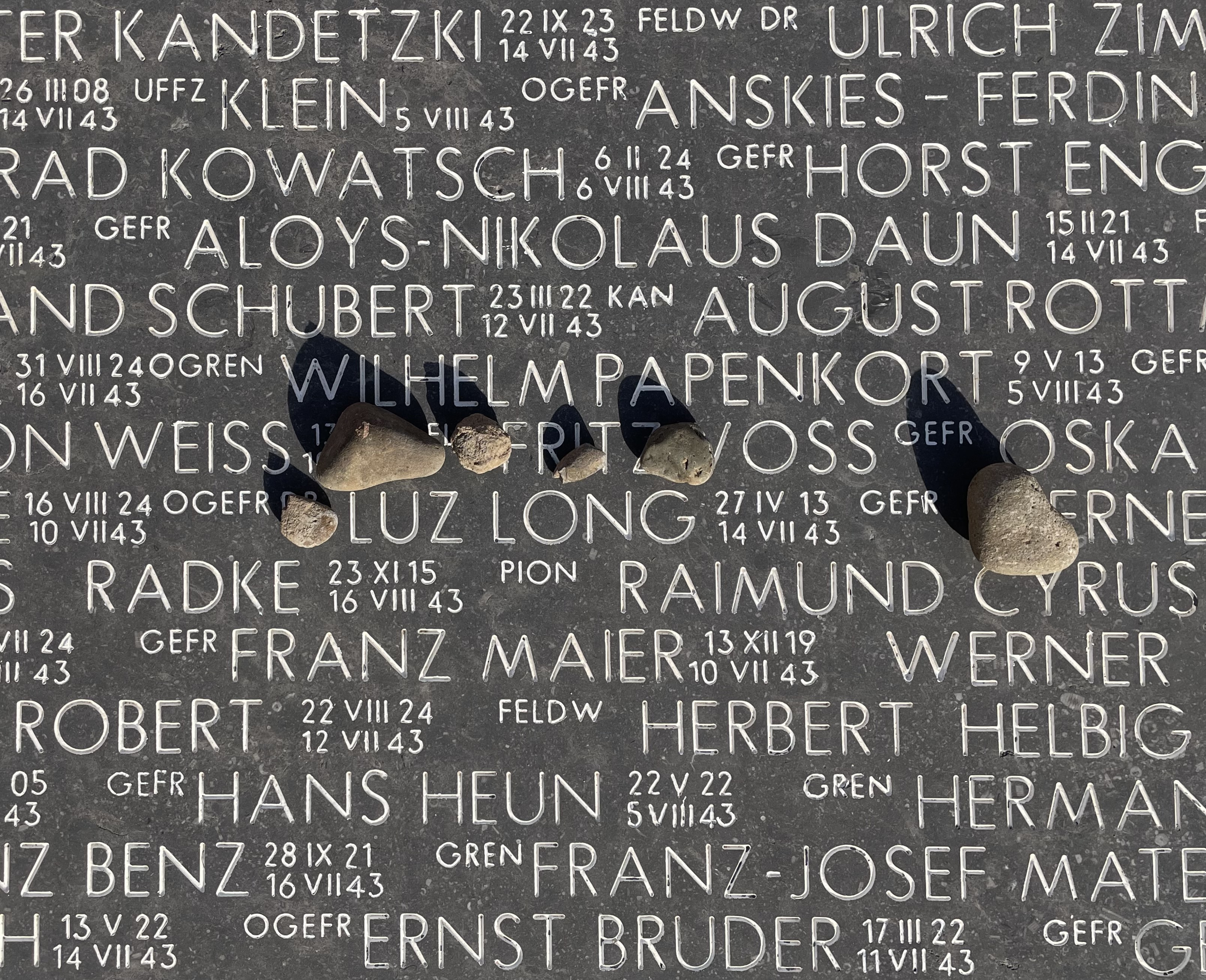

- Luz Long: Sportler, der die olympische Silbermedaille im Weitsprung bei den Olympischen Sommerspielen von Berlin errang und mit Jesse Owens befreundet war.[8]

## Filme
- Deutscher Soldatenfriedhof Motta St.Anastasia Sizilien Catania